# Benno Walter Gut
Benno Walter Gut, OSB (Reiden, 1 de abril de 1897 - Roma, 8 de dezembro de 1970) foi um cardeal suíço da Igreja Católica Romana. Ele serviu como Prefeito da Congregação para o Culto Divino na Cúria Romana de 1969 até sua morte, e foi elevado ao cardinalato em 1967.

## Biografia
Nascido em Reiden, Walter Gut entrou na Ordem de São Bento em Abadia de Einsiedeln, tomando o nome de Benno, que era o nome da abadia reitor, após a sua profissão em 6 de janeiro de 1918. Estudou na Einsiedeln Abbey College , Conservatório Musical de Basileia, Universidade de Basileia, e Colégio Internacional de Santo Anselmo e Pontifício Instituto Bíblico, em Roma. Ordenado ao sacerdócio em 10 de julho de 1921, Gut terminou seus estudos em 1923 e depois fez o trabalho pastoral na Abadia de Einsiedeln até 1930.
Gut ensinou na sua alma mater do Colégio Internacional de Santo Anselmo em Roma de 1930 a 1939, quando se tornou professor no Abadia de Einsiedeln College. Em 15 de abril de 1947, foi eleito abade de Einsiedeln, recebendo a tradicional bênção episcopal de novos abades do arcebispo Filippo Bernardini em 5 de maio seguinte. Gut foi eleito como o quarto abade primaz da Confederação Beneditina e, portanto, chefe da ordem beneditina, em 24 de setembro de 1959. De 1962 a 1965 participou do Concílio Vaticano II.
Em 10 de junho de 1967, Gut foi nomeado arcebispo titular de Thuccabora pelo Papa Paulo VI. Ele recebeu sua consagração episcopal oito dias depois, em 18 de junho, do Cardeal Eugène Tisserant, com os Bispos Joseph Hasler e Johannes Vonderach servindo como co-consagradores, na Abadia de Einsiedeln.
O Papa Paulo VI criou o cardeal diácono de São Jorge em Velabro no consistório de 26 de junho do mesmo ano, antes de nomeá-lo Prefeito da Congregação dos Ritos no dia 29 de junho seguinte. Juntamente com o Prefeito de Ritos, Gut também assumiu em 1968 o cargo de presidente do Consilium para a reforma litúrgica, do qual o abade beneditino era um defensor. Mais tarde, renunciou ao cargo de Abade Primaz da Confederação Beneditina em 8 de setembro de 1967. Com a dissolução da Congregação dos Ritos, o Cardeal tornou-se Prefeito do recém-criado Congregação para o Culto Divino e Disciplina dos Sacramentos em 7 de maio de 1969.
Gut morreu em Roma, aos 73 anos. Ele está enterrado na Abadia de Einsiedeln.

## Link
- Catholic-Hierarchy
- Cardinals of the Holy Roman Church

| Títulos da Igreja Católica                    | Títulos da Igreja Católica                               | Títulos da Igreja Católica            |
| --------------------------------------------- | -------------------------------------------------------- | ------------------------------------- |
| Precedido por Ignazio Staub, OSB              | Abbot of Einsiedeln Abbey 1947–1959                      | Sucedido por Rainmund Tschudy, OSB    |
| Precedido por Bernhard Kaelin, OSB            | Abbot Primate of the Benedictine Confederation 1959–1967 | Sucedido por Rembert Weakland, OSB    |
| Precedido por Arcadio Larraona Saralegui, CMF | Prefect of the Congregation of Rites 1967–1969           | Sucedido por none                     |
| Precedido por none                            | Prefect of the Congregation for Divine Worship 1969–1970 | Sucedido por Arturo Tabera Araoz, CMF |